# Tone Kralj

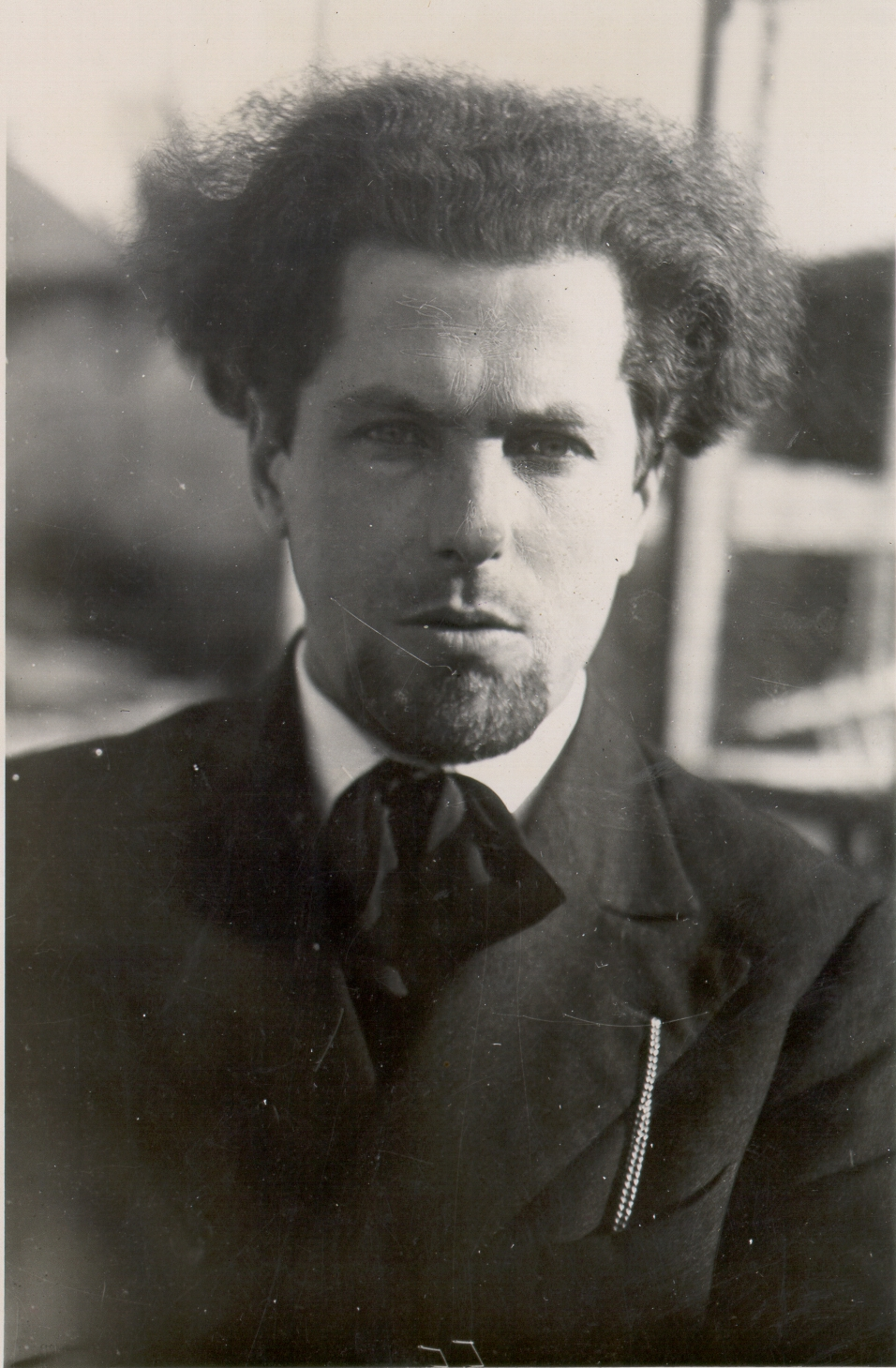
Tone Kralj, 1930

Tone Kralj (geboren am 23. August 1900 in Zagorica, Gemeinde Dobrepolje – früher Sagoritz bei Gutenfeld in der Unterkrain; gestorben am 9. September 1975 in Ljubljana) war ein slowenischer Maler, Grafiker und Bildhauer.

## Leben und Werk

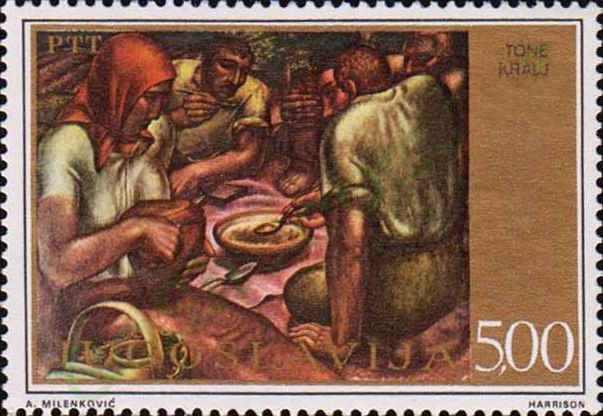
Das Abendessen. Gemälde von Tone Kralj auf einer jugoslawischen Briefmarke aus dem Jahr 1975

Anton „Tone“ Kralj kam in Sagoritz (Unterkrain) 1900 als fünftes von sechs Kindern des Bauern, Schnitzers und Bildhauers Janez Kralj und dessen Frau Margareta, geb. Sever, zur Welt. Tone Kralj studierte zwischen 1920 und 1923 Bildhauerei in Prag bei Jan Štursa und setzte sein Studium später in Wien, Paris und Venedig fort. Außerdem studierte er Architektur in Rom.
Er war der Bruder des Malers und Bildhauers France Kralj (1895 bis 1960), mit dem er bis Ende der zwanziger Jahre des 20. Jahrhunderts eng zusammenarbeitete. Danach entwickelte er seinen eigenen Stil des monumentalen Realismus.
Neben Familienporträts umfasst sein Werk historische Szenen von Bauernaufständen und -kriegen, Arbeitsleben und biblische Szenen.
International bekannt wurde Tone Kralj insbesondere aufgrund seiner Arbeiten in etwa 40 Kirchen der slowenisch-italienischen Grenzregion aus den Jahren 1922 bis 1952. Der Künstler stellte negative Bibelfiguren mit den Gesichtern der faschistischen italienischen und deutschen Machthaber dar und verwendete als Kontrast Symbole aus der slowenischen und slawischen christlichen Kulturüberlieferung.
Kralj starb am 9. September 1975 in Ljubljana und wurde in Kostanjevica na Krki begraben.

## Werke und Ausstellungen (Auswahl)
- Fliehende Mutter, Ölgemälde 1942
- Rapallo, Ölgemälde 1943
- Wandmalerei und Kreuzweg, Kirche St. Martin in Slivje, einer Ortschaft in der Gemeinde Hrpelje-Kozina
- Werke von Tone Kralj auf MUSEUMS
- Ständige Ausstellung seit 1974, Galerie Božidar Jakac in Kostanjevica na Krki
- Ausgewählte Ausstellungen 1930 bis 2020 auf artfacts.net

## Auszeichnungen (Auswahl)
- Preis der Biennale in Venedig 1932
- Großer Prešeren-Preis, für sein Lebenswerk (1972).[4]